# Challenger Club Els Gorchs 2023
Il Challenger Club Els Gorchs 2023 è stato un torneo maschile di tennis giocato sul cemento. È stata la 1ª edizione del torneo, facente parte della categoria Challenger 75 nell'ambito dell'ATP Challenger Tour 2023. Si è giocato al Club Tennis Els Gorchs di Les Franqueses del Vallès, in Spagna, dal 20 al 26 marzo 2023.

## Partecipanti

### Teste di serie
| Nazionalità | Giocatore            | Ranking* | Testa di serie |
| ----------- | -------------------- | -------- | -------------- |
| Australia   | Max Purcell          | 95       | 1              |
| Francia     | Hugo Grenier         | 151      | 2              |
| Ucraina     | Oleksii Krutykh      | 162      | 3              |
| Rep. Ceca   | Dalibor Svrčina      | 181      | 4              |
| Bulgaria    | Adrian Andreev       | 204      | 5              |
| Italia      | Lorenzo Giustino     | 220      | 6              |
| Argentina   | Marco Trungelliti    | 225      | 7              |
| Romania     | Nicholas David Ionel | 229      | 8              |

* Ranking al 13 marzo 2023.

### Altri partecipanti
I seguenti giocatori hanno ricevuto una wild card per il tabellone principale:
- John Echeverría
- David Jordá Sanchís
- Daniel Mérida

I seguenti giocatori sono passati dalle qualificazioni:
- Bogdan Bobrov
- Karl Friberg
- Billy Harris
- Rimpei Kawakami
- Daniel Cox
- Aleksandr Braynin

## Punti e montepremi
| Torneo    | Torneo              | V     | F     | SF    | QF    | 2T    | 1T  | Q | Q2  | Q1  |
| Singolare | Punti               | 75    | 50    | 30    | 16    | 7     | 0   | 4 | 2   | 0   |
| Singolare | Premi in denaro (€) | 9 880 | 5 820 | 3 450 | 2 000 | 1 165 | 720 | – | 360 | 185 |
| Doppio    | Punti               | 75    | 50    | 30    | 16    | –     | 0   | – | –   | –   |
| Doppio    | Premi in denaro (€) | 4 250 | 2 450 | 1 480 | 880   | –     | 500 | – | –   | –   |

## Campioni

### Singolare
Hugo Grenier ha sconfitto in finale  Billy Harris con il punteggio di 3–6, 6–1, 7–6(3).

### Doppio
Anirudh Chandrasekar /  Vijay Sundar Prashanth hanno sconfitto in finale  Purav Raja /  Divij Sharan con il punteggio di 7–5, 6–1.